# 기관지
기관지(機關誌 또는 機關紙)는 정당, 노동조합, 각종 단체 등의 조직체가 그 구성원으로 외부에 대하여 그 목적·주의·방침 등을 주장하고 통보하며 또는 선전하기 위해 발행하는 신문을 말한다. 기관지는 발행 단체의 이념, 발행 단체를 공격하는 내용에 대한 반박, 유리함에 대한 내용을 담는다.
사회주의국가에서는 기관지가 오히려 일반신문과 같은 역할을 하는 예도 있다. 기관지의 발행빈도는 주간·순간·월간 등 조직의 규모와 활동상황, 기관지 발행의 필요성이나 게재기사의 범위 등에 의하여 각각 다르지만 정액기관지의 경우에는 일간인 것도 있다. 기관지는 심리적 동기를 갖지 않으며 단체의 구성원에 대해서는 무료로 배부되는 경우가 허다하나 때로는 광고를 게재하는 경영적 배려를 하는 것도 적지 않다.
대표적인 기관지로는 중국공산당의 인민일보, 프랑스의 사회주의자 장 조레스가 관여한 프랑스 공산당의 기관지(장 조레스가 활동하던 시기에는 사회당 기관지였다.)인 뤼마니떼가 있다. 조선공산당에서 발행한 해방일보도 기관지에 속한다.

## 같이 보기
- 학생신문
- 백서

## 참고 자료
- 이 문서에는 다음커뮤니케이션(현 카카오)에서 GFDL 또는 CC-SA 라이선스로 배포한 글로벌 세계대백과사전의 내용을 기초로 작성된 글이 포함되어 있습니다.